# Cenlle
Cenlle es un municipio español perteneciente a la provincia de Orense y la comarca del Ribeiro, en la comunidad autónoma de Galicia.

## Geografía
Integrado en la comarca del Ribeiro, se sitúa a 27 kilómetros de la capital provincial. El término municipal está atravesado por la autovía de las Rías Bajas  A-52 , por la carretera  N-120  entre los pK 584-590 y en el pK 592 y por la carretera  OU-504 , que une O Carballiño con Ribadavia. 
El relieve del municipio es accidentado, pero carece de elevaciones importantes. Bañan al término pequeños arroyos que desembocan en los ríos Avia y Miño, que limitan al municipio por el oeste y por el este, respectivamente. La altitud oscila entre los 498 metros en el límite con San Amaro y los 90 metros a orillas del río Miño. El pueblo se alza a 117 metros sobre el nivel del mar. 
| Noroeste: Leiro      | Norte: San Amaro y Pungín         | Noreste: Pungín           |
| Oeste: Leiro y Beade |                                   | Este: Toén                |
| Suroeste: Ribadavia  | Sur: Ribadavia y Castrelo de Miño | Sureste: Castrelo de Miño |

## Geografía humana

### Demografía
Cuenta con una población de 1076 habitantes (INE 2024).
| Gráfica de evolución demográfica de Cenlle entre 1842 y 2021                                                          |
| |
| Población de derecho según los censos de población del INE. Población de hecho según los censos de población del INE. |

### Organización territorial
El municipio está formado por ochenta y nueve entidades de población distribuidas en diez parroquias:
- Barbantes[7] (San Antonio)[4]
- Cenlle (Santa María)
- Esposende (Santa Marina)[4][8]
- Layas[5]
- Osmo (San Miguel)
- Pena[5] (San Lorenzo)[4][9]
- Razamonde (Santa María)
- Sadurnín (San Juan)[4][10]
- Trasariz (Santiago)
- Villar de Rey[5] (San Miguel)[4][11]